# Шумак, Артур Владимирович
Артур Владимирович Шумак (род. 19 октября 1963) — советский и белорусский легкоатлет, специалист по спортивной ходьбе. Выступал в 1984—1996 годах, призёр первенств всесоюзного и республиканского значения, участник чемпионата мира в Токио и чемпионата Европы в Хельсинки. Представлял Минск и спортивное общество «Урожай». Мастер спорта международного класса. Тренер и спортивный функционер.

## Биография
Артур Шумак родился 19 октября 1963 года. Занимался лёгкой атлетикой в Минске, выступал за добровольное спортивное общество «Урожай».
Впервые заявил о себе в спортивной ходьбе в сезоне 1984 года, когда в дисциплине 50 км финишировал четвёртым на соревнованиях в Житомире, установив при этом личный рекорд — 3:49:58.
В 1988 году в ходьбе на 20 км стал восьмым на соревнованиях в Киеве, показал время 1:20:53.
В 1989 году с результатом 3:51:46 занял 18-е место в мировом рейтинге ходоков на 50 км.
В 1991 году в дисциплине 20 км с личным рекордом 1:20:10 завоевал серебряную награду на чемпионате страны в рамках X летней Спартакиады народов СССР в Киеве. Попав в основной состав советской сборной, удостоился права защищать честь страны на чемпионате мира в Токио — в программе 20 км показал время 1:25:22, расположившись в итоговом протоколе соревнований на 26-й строке.
В 1992 году с результатом 39:18.0 выиграл ходьбу на 10 000 метров на соревнованиях в Минске.
После распада Советского Союза Шумак продолжил спортивную карьеру в составе белорусской национальной сборной. Так, в 1993 году он представлял Белоруссию на Кубке мира в Монтеррее, где в ходьбе на 20 км занял итоговое 69-е место.
В 1994 году принимал участие в чемпионате Европы в Хельсинки, во время прохождения дистанции в 50 км был дисквалифицирован за нарушение техники ходьбы.
В 1995 году на Кубке мира в Пекине занял 34-е место в ходьбе на 50 км.
В 1996 году на зимнем чемпионате Белоруссии в Минске финишировал четвёртым в ходьбе на 10 000 метров, установив при этом свой личный рекорд в помещении — 39:52.2.
Впоследствии проявил себя на тренерском поприще, некоторое время возглавлял Детско-юношескую спортивную школу в Червене, затем в 2011 году занял должность заместителя директора Республиканского центра олимпийской подготовки в Минске.
В 2021 году в качестве старшего тренера сборной Белоруссии по лёгкой атлетике Шумак присутствовал на Олимпийских играх в Токио и стал участником скандала с Кристиной Тимановской, которая обвинила его в травле. Решением Международного олимпийского комитета вместе с другим тренером Юрием Моисевичем был лишён аккредитации и досрочно покинул Японию.